# Kazimierz Dolny
Kazimierz Dolny è una città e un comune urbano-rurale polacco del distretto di Puławy, nel voivodato di Lublino.
Ricopre una superficie di 72,49 km² e nel 2004 contava 7 060 abitanti.

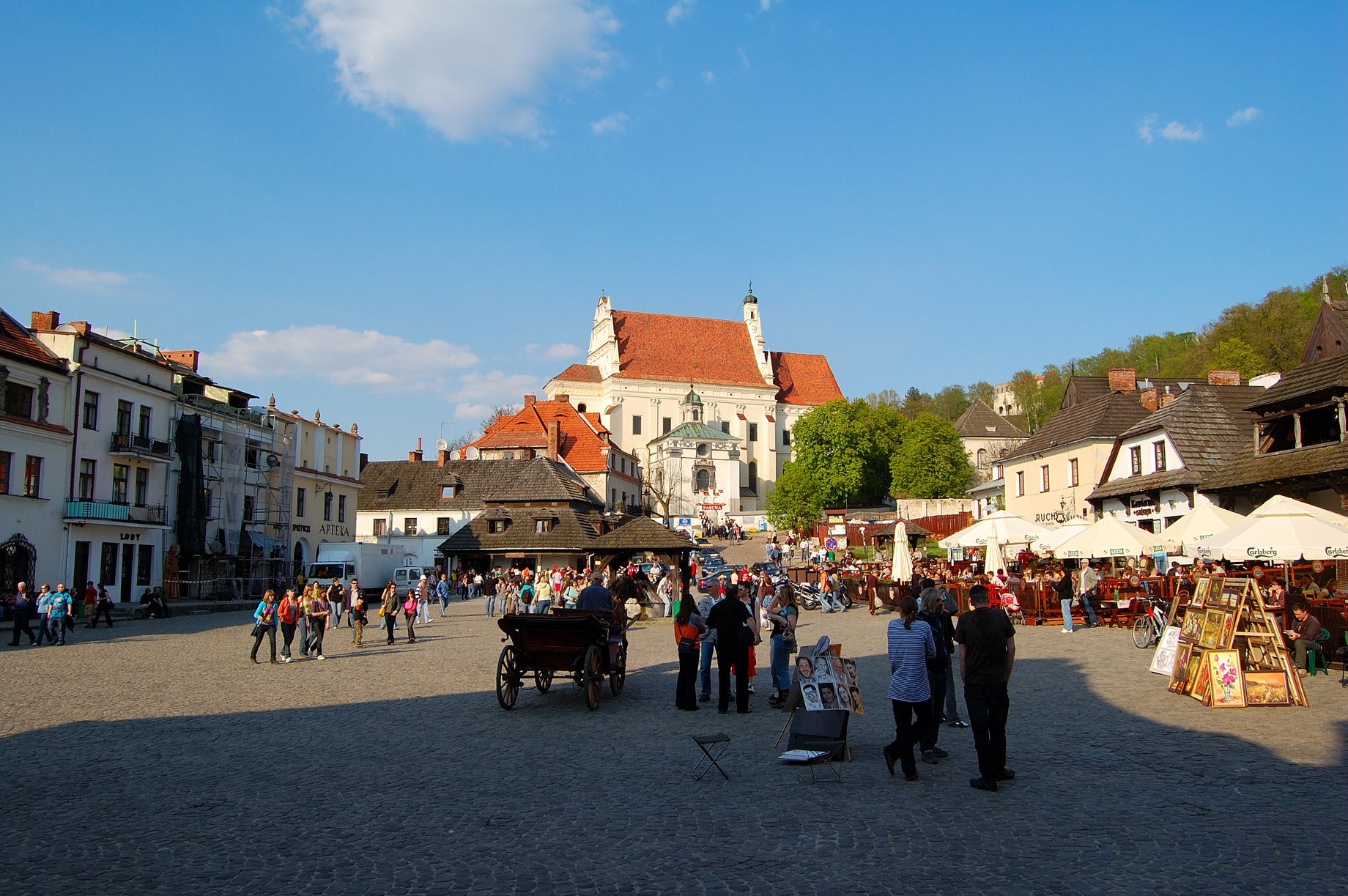

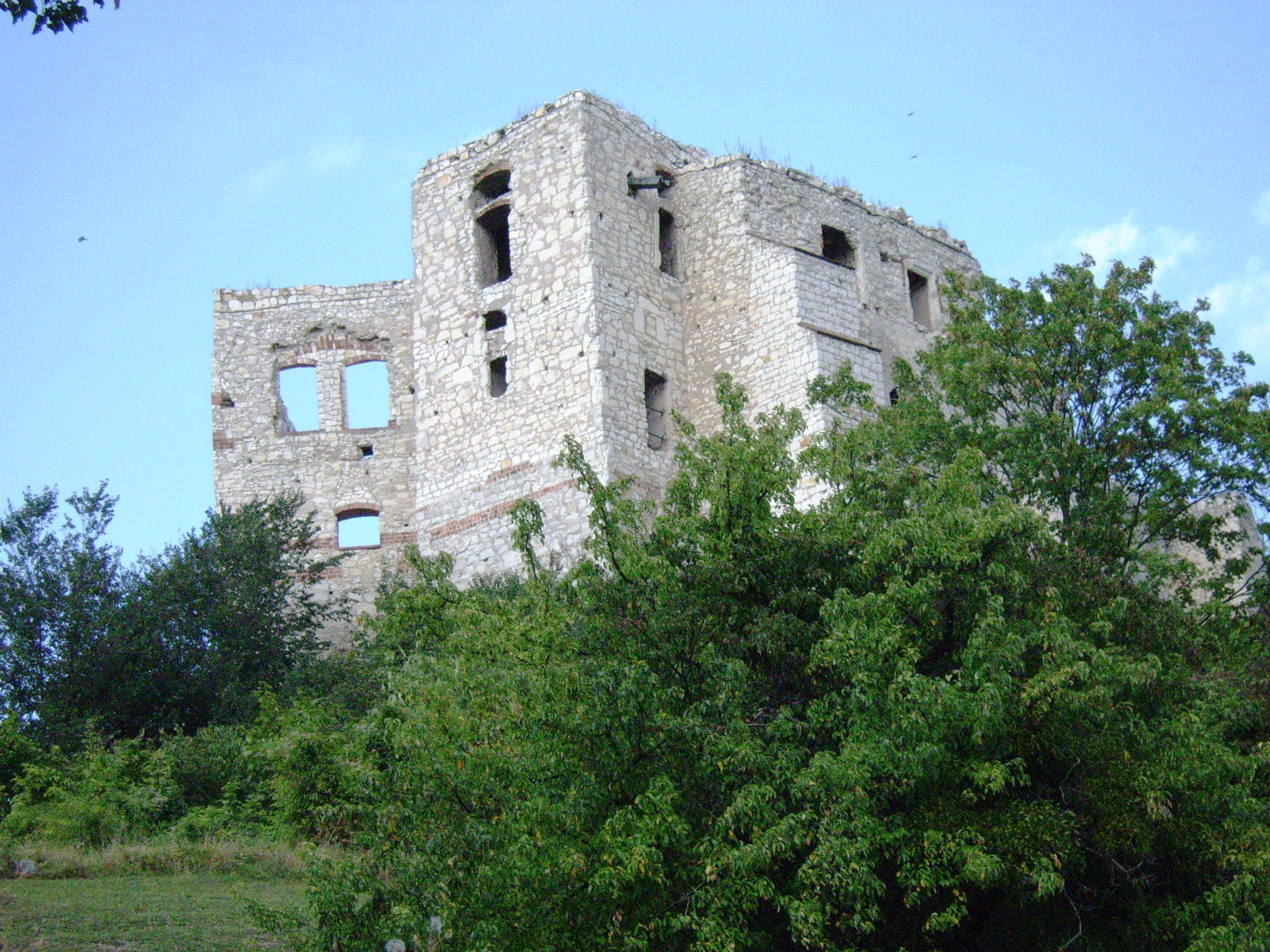
Rovine del castello

Una città storica medievale nella Polonia sudorientale, fondato da Kazimierz Wielki nel XIV secolo come roccaforte, multiculturale e con architettura molto interessante e ricca.

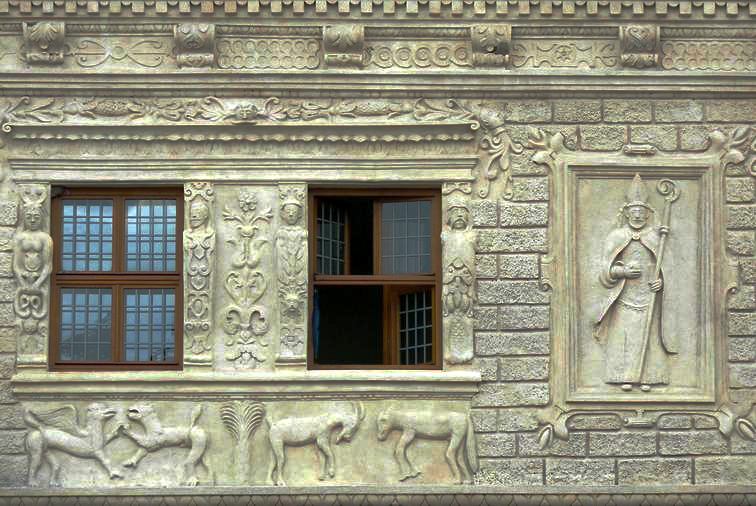

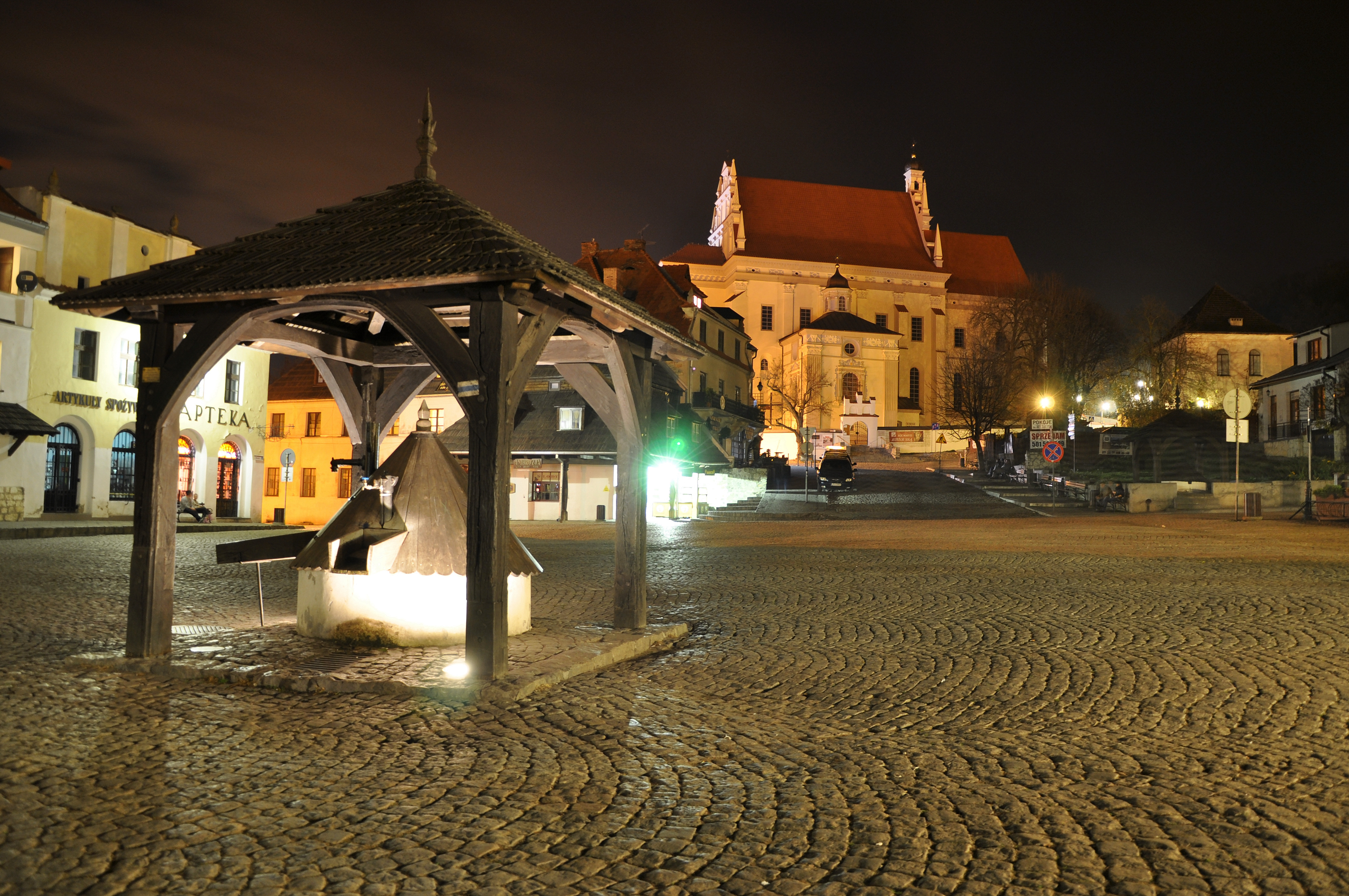